# زبان کونکانی
زبان کونکانی، از زبان‌های هندوآریایی است، متعلق به خانواده زبان‌های هندواروپایی که در بخشی از سواحل غربی هند تکلم می‌شود. این زبان دارای حدود ۳٫۵ میلیون گویشور است و در شهر گوا زبان رسمی شهر می‌باشد.
کونکانی توسط مردم کونکانی عمدتاً در ناحیه کونکان در سواحل غربی هند صحبت می‌شود. این زبان یکی از ۲۲ زبان‌های رسمی هند ذکرشده در قانون اساسی هند است، و زبان رسمی ایالت گوا به‌شمار می‌آید. همچنین در کرناتکه، مهاراشترا، کرالا، گجرات و همچنین در دادرا و نگر حویلی و دامان و دیو نیز صحبت می‌شود.
این زبان کونکانی عناصری از ساختار سانسکریت ودایی را حفظ کرده و شباهت‌هایی با دیگر زبان‌های هندوآریایی دارد. نخستین کتیبه ثبت‌شده به زبان کونکانی به سال ۱۱۸۷ میلادی بازمی‌گردد.
گویش‌های گوناگون زبان کونکانی در امتداد و فراتر از منطقه کونکان، از بخش دامان در شمال تا کروار در جنوب رواج دارد؛ بیشتر این گویش‌ها به‌دلیل نبود ارتباط زبانی منظم با شکل معیار زبان، تنها تا حدودی برای یکدیگر قابل فهم هستند. این زبان همچنین در میان مهاجران خارج از منطقه کونکان، در شهرهایی مانند ناگپور، سورت, کوچی, منگلور، احمدآباد, کراچی، دهلی نو و غیره نیز صحبت می‌شود. گویش‌هایی همچون مالوانی، چیت‌پوانی، دامانی، کولی و Aagri در ایالت مهاراشترا در معرض خطر جایگزینی زبان به‌وسیله زبان اکثریت در ایالت‌های غیرکونکانی‌زبان هند هستند.

## رده‌بندی
کونکانی به شاخه زبان‌های هندوآریایی تعلق دارد و جزو گروه مراتی-کونکانی در شاخه جنوبی زبان‌های هندوآریایی است. این زبان ساختاری نسبتاً تحلیلی دارد و در مقایسه با سایر زبان‌های هندوآریایی نوین، فاصله کمتری با زبان سانسکریت دارد. زبان‌شناسان، کونکانی را ترکیبی از گونه‌های گفتاری پراکریت می‌دانند. این ویژگی احتمالاً ناشی از مهاجرت‌های گسترده به سواحل کونکان در طول تاریخ بوده است.